# Marin Jakoliš
Marin Jakoliš, né le 26 décembre 1996 à Šibenik en Croatie, est un footballeur croate évoluant au poste d'ailier gauche au Macarthur FC.

## Biographie

### En club
En compagnie de son frère aîné, Antonio Jakoliš, il s'engage en faveur du Royal Mouscron en juillet 2013 alors qu'il n'a encore que 16 ans. Il fait sa première apparition en équipe première le 17 janvier 2015 face à La Gantoise (22e journée, défaite 1-3). Lors de la saison 2015-2016, il est titularisé lors de la deuxième journée de championnat mais n'est utilisé par la suite que pour les dernières minutes des rencontres. Après 21 journées, il ne compte que 166 minutes de jeu à son actif. Il est alors prêté jusqu'au terme de la saison au Royal Excelsior Virton, évoluant en deuxième division, le 28 janvier 2016. Il y trouve une place de titulaire, débutant les neuf rencontres auxquelles il prend part et marquant un but. Le club termine 12e du championnat et est relégué.
Transféré au KSV Roulers lors de l'été 2016, il évolue de nouveau en deuxième division belge lors de l'exercice 2016-2017.
Avec l'Admira Wacker Mödling, il inscrit cinq buts en première division autrichienne lors de la saison 2017-2018. Il joue lors de la saison 2018-2019 deux rencontres dans le cadre des tours préliminaires de la Ligue Europa.
Lors du mercato estival 2021, le HNK Hajduk Split fait le choix de se séparer de près de 30 joueurs. Comme dix-neuf autres de ses coéquipiers, il est prêté et rejoint le HNK Šibenik le 21 juillet 2021. Régulièrement aligné au poste d'ailier gauche, il y réalise une première partie de saison fructueuse, auteur de 10 buts et 6 passes décisives en 19 rencontres de Prva Liga.
Le 29 janvier 2022, il quitte la Croatie pour la France et le SCO Angers où il paraphe un contrat de 3 ans et demi, y palliant le départ de Billal Brahimi. 
Le 20 janvier 2023, il prêté jusqu’à la fin de la saison à l'AEK Larnaca (club chypriote).

### En équipe nationale
Avec les espoirs, il inscrit cinq buts lors des éliminatoires de l'Euro espoirs 2019. Il est l'auteur d'un triplé contre l'équipe de Saint-Marin, puis marque un but contre la Moldavie, et enfin un dernier contre la Biélorussie. Il délivre également une passe décisive face à la Grèce.

## Palmarès
- Vice-champion de Belgique de D2 en 2017 avec le KSV Roulers